# Правительство Московской области
Прави́тельство Моско́вской о́бласти — высший орган исполнительной власти в Московской области. Здание правительства расположено на территории городского округа Красногорск.

## История

### СССР
В СССР высшим органом исполнительной власти в административно-территориальных единицах являлись исполкомы.
В 1929 году была образована Московская область. При областном Совете народных депутатов был создан исполком Московской области (Мособлисполком). Его возглавлял председатель Мособлисполкома. Некоторое время существовал президиум Мособлисполкома.

### Российская Федерация
В 1991 году администрация (правительство) Московской области разместилось в центре Москвы в здании на Старой площади, где ранее располагалась главная резиденция ЦК КПСС.
В 1990—1991 годах председателем исполкома Московского областного совета был Анатолий Тяжлов. 16 октября 1991 года указом президента РСФСР Бориса Ельцина Тяжлов назначен главой администрации Московской области. 17 декабря 1995 года Тяжлов избран губернатором Московской области. Политически был близок другим выходцам из советской производственной номенклатуры Борису Ельцину, Виктору Черномырдину и Юрию Лужкову, поддерживал идею интеграции Москвы и Московской области.
19 декабря 1999 года на очередных выборах губернатора Московской победу одержал Борис Громов, предвыборная кампания которого в значительной мере была построена на критике промосковской политики предыдущего правительства, не дававшей региону никаких преимуществ. 7 декабря 2003 года Бориса Громова избрали губернатором Московской области на второй срок. 19 декабря 2003 года Громов принял отставку правительства и поручил работать до сформирования нового правительства. 24 декабря 2003 года на 81-м заседании заседании Московской областной Думы утверждён руководящий состав нового правительства. Вице-губернатором стал Алексей Пантелеев, ранее занимавший должность первого заместителя председателя правительства. Также были назначены 6 заместителей председателя и 6 министров.
4 мая 2007 года на внеочередном заседании Московской областной думы 4 созыва, избранной в марте, Борис Громов утверждён в должности губернатора Московской областной на третий срок подряд (до 2012 года). 16 мая депутаты Московской областной думы утвердили кандидатуры руководителей областного правительства и министров, а также представителя правительства в Совете Федерации — им вновь стал Николай Чуркин.
4 апреля 2012 года на пост губернатора Московской области политической партией «Единая Россия» был предложен Сергей Шойгу, на следующий день его кандидатура была единогласно поддержана Московской областной думой. Вступил в должность 11 мая 2012 года, после того, как истёк срок полномочий прежнего губернатора Бориса Громова.
6 ноября 2012 года Сергей Шойгу Указом Президента Российской Федерации назначен Министром обороны Российской Федерации. 8 ноября 2012 года Указом Президента РФ исполняющим обязанности губернатора Московской области назначен Андрей Воробьёв. Изменения в Уставе Московской области, сделанные после этого назначения, позволяют ему совмещать одновременно административное и политическое руководство регионом.
В июне 2013 года «Единая Россия» выдвинула Воробьёва кандидатом на выборах губернатора Московской области. На выборах в сентябре 2013 года губернатором Московской области избран Андрей Воробьёв.

## Структура

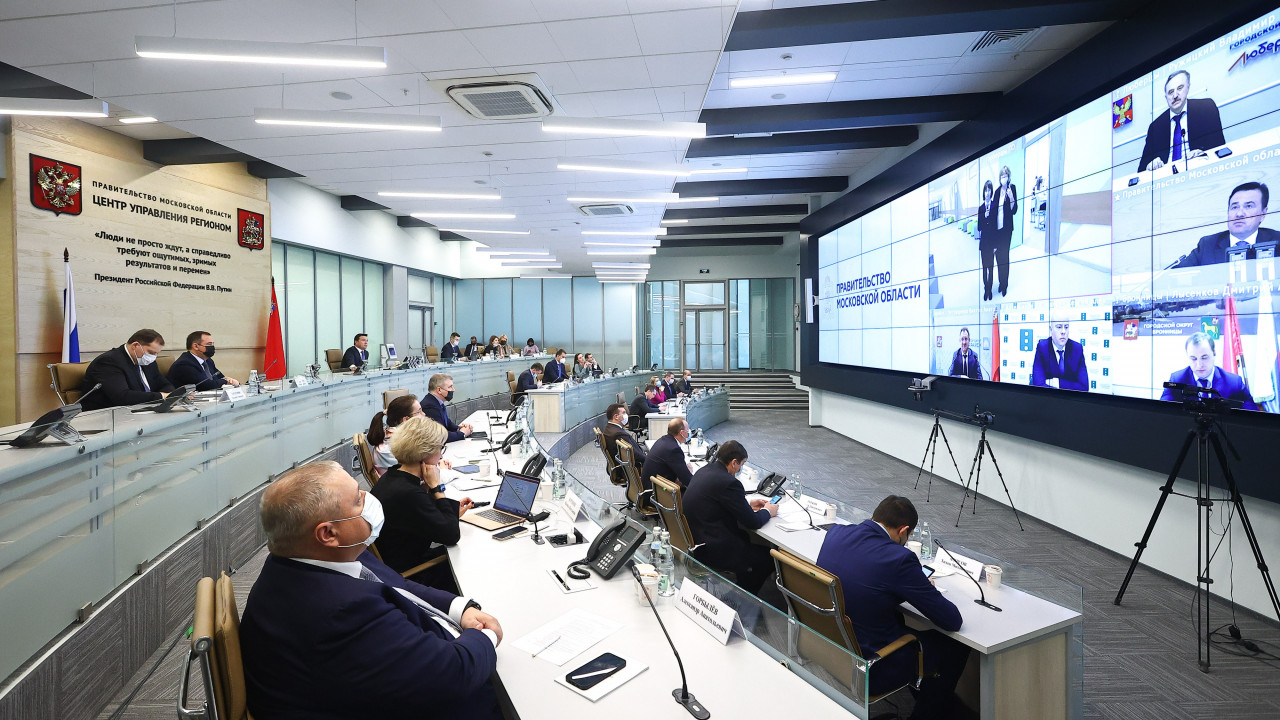
Центр управления регионом правительства Московской области

С мая 2021 года председателем правительства Московской области является первый вице-губернатор. До этого председателем правительства являлся губернатор Московской области. В конце мая 2021 года Московская областная Дума и губернатор Московской области Андрей Воробьёв, приняли поправки в устав области, по которым в первый вице-губернатор Подмосковья Ильдар Габдрахманов стал также председателем правительства. «Мы вводим такую позицию, чтобы координировать все важные направления, чтобы реализация национальных проектов у нас шла ускоренными темпами», — заявил Воробьёв.
Губернатор Московской области — высшее должностное лицо; срок полномочий губернатора — 5 лет. Избирается жителями области в соответствии с Уставом Московской области и федеральным законом.
Вице-губернаторы Московской области — назначаются губернатором по согласованию с областной Думой на срок полномочий губернатора.
Центральные исполнительные органы государственной власти — министерства.
Министры правительства Московской области назначаются губернатором Московской области, ряд министров назначается по согласованию с Московской областной думой. Полномочия, задачи, функции и компетенция деятельности правительства Московской области определяются уставом Московской области, законом Московской области «О Правительстве Московской области», а также другими законами Московской области.
| Должность | ФИО                               | Начало полномочий     |
| --- | --------------------------------- | --------------------- |
| Губернатор Московской области | Воробьёв, Андрей Юрьевич          | 14 сентября 2018 года |
| Первый Вице-губернатор Московской области — Председатель Правительства Московской области                                                            | Габдрахманов, Ильдар Нуруллович   | 20 сентября 2018 года |
| Министр государственного управления, информационных технологий и связи Московской области                                                            | Куртяник, Надежда Васильевна      | ноябрь 2021 года      |
| Министр экономики и финансов Московской области | Прянчиков, Дмитрий Александрович  | 27 октября 2023 года  |
| Вице-губернатор Московской области — руководитель Администрации Губернатора Московской области                                                       | Чупраков, Александр Анатольевич   | 19 сентября 2019 года |
| Управляющий делами Губернатора Московской области и Правительства Московской области                                                                 | Мамедов, Руслан Нураддин оглы     | январь 2019 года      |
| Председатель Комитета по конкурентной политике Московской области                                                                                    | Журавлева, Светлана Николаевна    | 16 июля 2024 года     |
| Начальник Управления по обеспечению деятельности мировых судей Московской области                                                                    | Шестаков, Антон Владимирович      | 19 сентября 2023 года |
| Вице-губернатор Московской области | Локтев, Владимир Александрович    | 11 октября 2024 года  |
| Министр строительного комплекса Московской области                                                                                                   | Туровский, Александр Михайлович   |                       |
| Министр экологии и природопользования Московской области                                                                                             | Мосин, Виталий Владимирович       |                       |
| Министр имущественных отношений Московской области                                                                                                   | Фирсов, Тихон Михайлович          | 3 сентября 2024 года  |
| Вице-губернатор Московской области | Каратаев, Роман Александрович     | 19 сентября 2023 года |
| Руководитель Главного управления региональной безопасности Московской области                                                                        | Карасев, Кирилл Анатольевич       | 13 ноября 2023 года   |
| Председатель Комитета лесного хозяйства Московской области                                                                                           | Ларькин, Алексей Андреевич        | 10 июня 2025 года     |
| Министр жилищно-коммунального хозяйства Московской области                                                                                           | Григорьев, Кирилл Борисович       | 7 февраля 2025 года   |
| Министр энергетики Московской области | Воропанов, Сергей Александрович   | 6 сентября 2024 года  |
| Председатель Комитета по ценам и тарифам Московской области                                                                                          | Толмачев, Олег Геннадьевич        | 17 сентября 2024 года |
| Вице-губернатор Московской области | Нагорная, Мария Николаевна        | 13 апреля 2024 года   |
| Министр территориальной политики Московской области                                                                                                  | Губанова, Юлия Михайловна         | 25 января 2024 года   |
| Вице-губернатор Московской области | Болатаева, Людмила Сергеевна      |                       |
| Министр образования Московской области | Пильдес, Ингрид Валерьевна        | 11 октября 2024 года  |
| Министр социального развития Московской области | Кирюхин, Андрей Александрович     | 29 марта 2025 года    |
| Министр здравоохранения Московской области | Забелин, Максим Васильевич        | 22 января 2025 года   |
| Первый заместитель Председателя Правительства Московской области                                                                                     | Фомин, Максим Александрович       | 19 сентября 2023 года |
| Министр жилищной политики Московской области | Волкова, Елена Николаевна         | 16 июля 2024 года     |
| Первый заместитель Председателя Правительства Московской области                                                                                     | Масленкина, Наталия Александровна | 19 сентября 2023 года |
| Заместитель Председателя Правительства Московской области — министр благоустройства Московской области                                               | Хайкин, Михаил Владимирович       | 6 сентября 2024 года  |
| Министр культуры и туризма Московской области | Кузнецов, Василий Сергеевич       | 19 сентября 2023 года |
| Министр физической культуры и спорта Московской области                                                                                              | Абаренов, Дмитрий Александрович   |                       |
| Начальник Главного управления культурного наследия Московской области                                                                                | Гриднев, Юрий Витальевич          | 19 сентября 2023 года |
| Заместитель Председателя Правительства Московской области                                                                                            | Духин, Вячеслав Вячеславович      | 19 сентября 2023 года |
| Министр информации и молодежной политики Московской области                                                                                          | Швелидзе, Кетеван Георгийевна     | 19 сентября 2023 года |
| Министр сельского хозяйства и продовольствия Московской области                                                                                      | Двойных, Сергей Владимирович      |                       |
| Заместитель Председателя Правительства Московской области — министр по содержанию территорий и государственному жилищному надзору Московской области | Мурашов, Владислав Сергеевич      | 20 сентября 2018 года |
| Заместитель Председателя Правительства Московской области — министр инвестиций, промышленности и науки Московской области                            | Зиновьева, Екатерина Анатольевна  | 20 сентября 2018 года |
| Министр Правительства Московской области по архитектуре и градостроительству                                                                         | Шувалова, Наталья Владимировна    | 15 апреля 2025 года   |
| Начальник Главного контрольного управления Московской области                                                                                        | Румянцева, Ирина Пантелеймоновна  | 19 сентября 2023 года |
| Министр Правительства Московской области по государственному надзору в строительстве                                                                 | Гарибян, Артур Петросович         | 19 сентября 2023 года |
| Руководитель Главного управления гражданской защиты Московской области в ранге министра                                                              | Самолевский, Сергей Витальевич    | 19 сентября 2023 года |

## Представитель в Совете Федерации
С 19 мая 2021 года исполнительную власть Московской области в Совете Федерации представляет Забралова Ольга Сергеевна.

## Коррупция
В августе 2008 года из России за границу бежал первый заместитель председателя правительства МО — министр финансов Подмосковья Алексей Кузнецов (пост министра финансов Мос. обл. занимал с 2000 по 2008 годы), незаконно имеющий, как выяснилось позже, двойное гражданство — России и США. За месяц до этого он выдал замуж свою дочь, устроив свадьбу стоимостью 5 миллионов долларов в арендованном для этого памятнике архитектуры мирового уровня — усадьбе Архангельское. По данным из открытых источников, в собственности супружеской четы Кузнецовых в находились: два пятизвездочных отеля в Куршевеле (SAS Pralong и SAS Crystal); особняки в Лондоне за 30 миллионов фунтов и Нью-Йорке за 20 миллионов долларов; квартиры в Париже и Сан-Тропе по 10 миллионов евро каждая. А также яхта, самолёт, многомиллионные счета в банках. С 2010 года Кузнецов находился в международном розыске. Его обвиняли в мошенничестве и легализации незаконно полученных доходов.
Журналистские расследования и обнародование многочисленных фактов казнокрадства вызвали крайне негативную реакцию в правительстве Московской области. 1 апреля 2011 года на основании заявления первого заместителя председателя правительства Московской области Игоря Пархоменко от 31 марта о привлечении издательства «Эксмо» к уголовной ответственности издательства по статьям 319 и 129 УК РФ (оскорбление представителя власти и клевета) сотрудниками ГУВД Московской области был изъят со склада издательства почти весь тираж книги корреспондента Forbes Анны Соколовой «Корпорация Подмосковье: Как разорили самую богатую область России».
19 июня 2011 года в эфир телеканала «Россия-1» вышел очередной 72-й выпуск передачи «Специальный корреспондент», посвящённый системной коррупции в масштабах Московской области, в которой были задействованы высокопоставленные чиновники. В его начале был показан документальный фильм-репортаж (специальное расследование) Бориса Соболева «Специальный корреспондент. Область повышенного казнокрадства». По его окончании в студии с телеведущей Марией Ситтель состоялось обсуждение приведённых фактов. Председатель Комитета Госдумы по безопасности В. А. Васильев, принимавший участие в прямом эфире, после просмотра фильма предложил Громову уйти в отставку или застрелиться.
Губернатор Борис Громов так расценил показанный телефильм о коррупции в Московской области: «Это провокация, ни один сюжет не соответствует тому, что есть на самом деле». По его словам, Кузнецов не причастен к хищениям из бюджета области и если и воровал, то за её пределами. «Это его личное дело. Этим должны заниматься прокуратура и СК», — заявил губернатор.
3 января 2019 года Кузнецов экстрадирован в Россию и 16 декабря 2019 года приговорён к 14 годам лишения свободы.